# Laketown (Wisconsin)
Laketown – miasto w Stanach Zjednoczonych, w stanie Wisconsin, w hrabstwie Polk.